# One PNC Plaza
One PNC Plaza es un edificio de oficinas de gran altura ubicado en el vecindario Golden Triangle del Distrito Central de Negocios de Pittsburgh, Pensilvania, Estados Unidos. Construido en 1972, mide 129,4 m y tiene 30 pisos. Alberga las oficinas generales de PNC Financial Services. El edificio es la antigua ubicación de la sede corporativa de PNC antes de la finalización de la Tower at PNC Plaza.
El edificio fue construido en el sitio del antiguo First National Bank Building, una torre beaux-arts de 1912 de 26 pisos, que tenía solo 11 m más corto.

## Galería

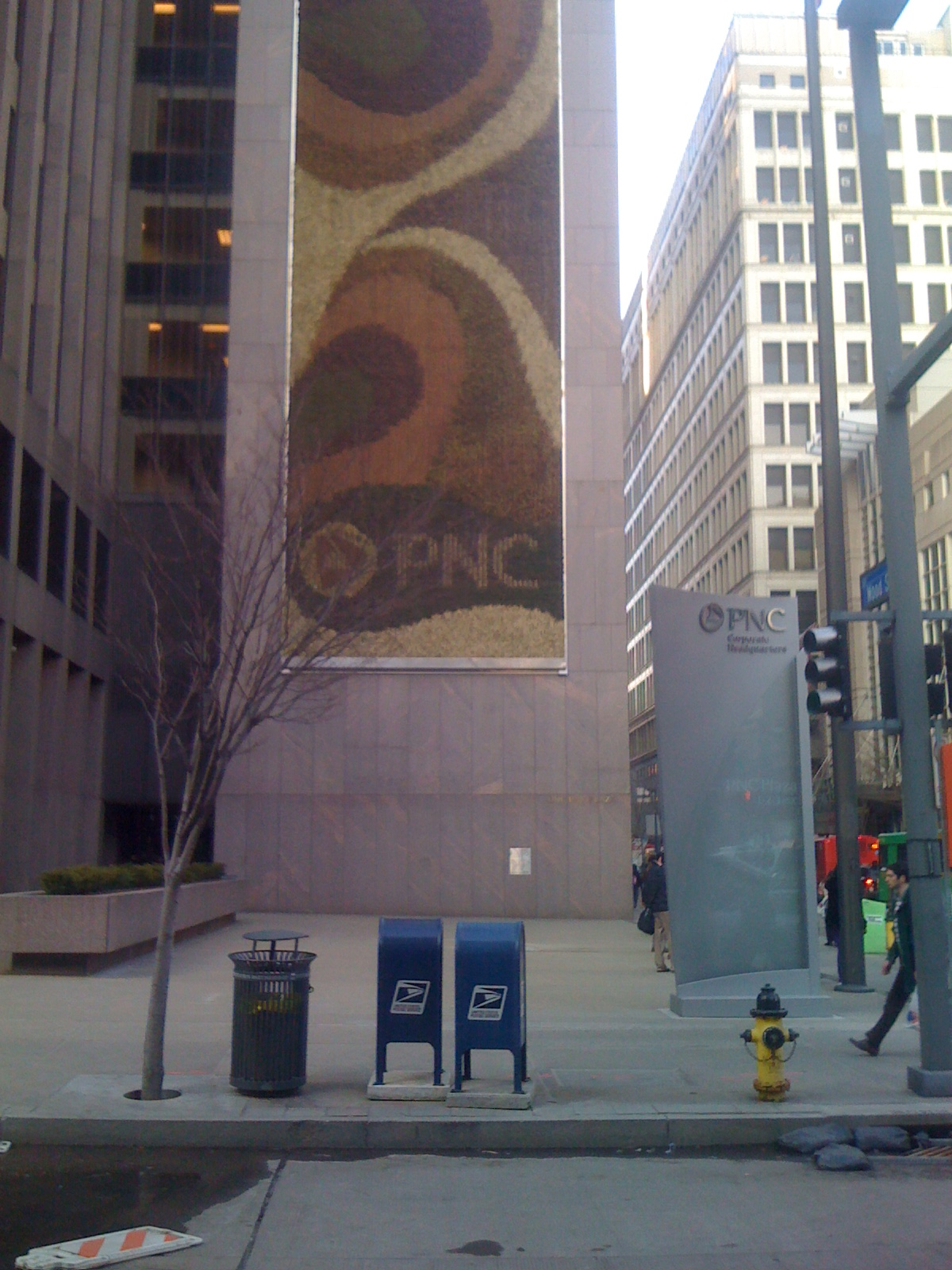
Desde el nivel de la calle